# Daniel Harvey Hill
Daniel Harvey Hill (Hill's Iron Works, 12 luglio 1821 – Charlotte, 24 settembre 1889) è stato un generale e scrittore statunitense.
Durante la guerra di secessione fu ufficiale dell'esercito confederato. Nominato tenente generale dell'Esercito confederato la sua promozione a tale grado non venne ratificata dal Senato: le critiche del suo comandante di armata Braxton Bragg gli costarono il comando di corpo d'armata e la promozione.
Nato ad Hill's Iron Works, Carolina del Sud, uscì dall'Accademia Militare di West Point nel 1842. Assegnato all'artiglieria, guadagnò due brevetti nella guerra messicana.
Si dimise nel 1849 mentre era tenente nel 4º Artiglieria e divenne professore di college e sovrintendente dell'Istituto Militare della Carolina del Nord.
L'11 maggio 1861 divenne colonnello del 1º Reggimento Volontari della Carolina del Nord e combatté a Big Bethel, dove ebbe un ruolo fondamentale per la vittoria. Comandò poi il Dipartimento della Penisola (maggio - giugno 1861).
Il 10 luglio 1861 fu promosso brigadier generale e comandò il Dipartimento di Fredericksburg (luglio 1861), il Distretto del Pamlico, Dipartimento della Carolina del Nord (ottobre - novembre 1861), la 1ª Brigata della 3ª Divisione Longstreet, Distretto del Potomac, Dipartimento della Virginia Settentrionale (novembre 1861 - gennaio 1862), Forze di Leesburg, Distretto del Potomac, Dipartimento della Virginia Settentrionale (gennaio - marzo 1862).
Fu in azione a Yorktown e Williamsburg. Rimasto nella Virginia sudorientale durante la seconda campagna di Bull Run, si riunì all'Armata della Virginia Settentrionale di Lee per la campagna del Maryland, con buoni risultati a South Mountain. La sua ultima battaglia con l'Armata della Virginia Settentrionale fu a Fredericksburg.
Ritornato nella Penisola con il grado di maggior generale dal 26 marzo 1862, comandò la 4ª Divisione - la vecchia Van Dorn, Dipartimento della Virginia settentrionale (marzo - luglio 1862), il Dipartimento della Carolina del Nord (luglio - agosto 1862 ed aprile - luglio 1863), la Divisione Hill del Corpo d'Armata Jackson, Armata della Virginia Settentrionale (agosto 1862 - aprile 1863) combattendo a Seven Pines, nella campagna dei Sette Giorni e a Antietam, dove la maggior parte della sua divisione fu impegnata nella letale Sunken Road (strada in trincea) e immediatamente a nord di essa; comandò temporaneamente il Valley District, Armata della Virginia Settentrionale (settembre 1862).
Fu accusato - probabilmente a torto - di aver perduto la sua copia dell'Ordine Speciale 191 di Lee nei pressi di Frederick, Maryland durante la prima parte dell'invasione del Nord del 1862.
l'11 luglio 1863 fu promosso tenente generale e prese il comando del vecchio Corpo d'Armata Hardee, Armata del Tennessee (luglio - novembre 1863) e lo guidò a Chickamauga. Disgustato dal fallimento di Bragg nello sfruttare i benefici della vittoria, fece sapere il proprio punto di vista al Presidente Jefferson Davis, che ancora sosteneva il suo amico. Bragg a sua volta accusò scorrettamente lui di aver ritardato un attacco. Hill fu rilevato dal comando del corpo d'armata e Davis si rifiutò di sottomettere al Senato la sua nomina a tenente generale. Così tornò al grado di maggior generale il 15 ottobre 1863.
Aiutante di campo volontario nello staff di Beauregard, Dipartimento della Carolina del Nord e Virginia meridionale (maggio - giugno 1864) partecipò alle battaglie di Drewry's Bluff e Petersburg; nello stesso periodo fu comandante di una divisione provvisoria per alcuni giorni; comandò poi il Dipartimento della Carolina del Nord e Virginia Meridionale (maggio 1864), il Distretto della Georgia, Dipartimento della Carolina del Sud, Georgia e Florida (gennaio - marzo 1865); una divisione del corpo d'armata di Lee, Armata del Tennessee (marzo - aprile 1865) partecipando alla Bentonville; comandò infine il corpo d'armata (fine marzo 1865).
Dopo la guerra ritornò a insegnare e fu impegnato in opere letterarie e storiche: The Land We Love ("La terra che amiamo"), The Southern Home ("La patria del sud").
Morì il 24 settembre 1889 a Charlotte, Carolina del Nord.